# Serge Armel Sawadogo
Serge Armel Sawadogo est un réalisateur et écrivain burkinabè, née en 1982 à Ouagadougou. Il est également enseignant à l'Institut Supérieur de l'Image et du Son (ISIS) 

## Biographie
Serge Armel Sawadogo est né en 1982 à Ouagadougou au Burkina Faso. Il est titulaire d'un BTS Audiovisuel obtenu à l'ISIS de Ouagadougou en 2004. Il poursuit ses études et obtient un Master en réalisation cinématographique à l'Université de Toulouse ( France ). Il réalise ses premiers courts métrages La moto rouge (13 minutes) et À la recherche de son eau (45 minutes) en 2007, un support produit grâce à son association « Sermel Film » à Toulouse.

## Filmographie
- 2004 ː La Moto rouge
- 2007 ː À la recherche de son eau
- 2008 ː Timpoko ː réalisateur, scénariste
- 2009 ː Benéré[3],
- 2014 ː Une partie de ma vie
- 2015 : La Fille de sa mère, co-réalisé par Carine Bado
- 2021 : Honorables députés
- 2023 : Le gang des élèves[4],
- 2024 : Une femme à Kosyam[5].